# Aero Mongolia

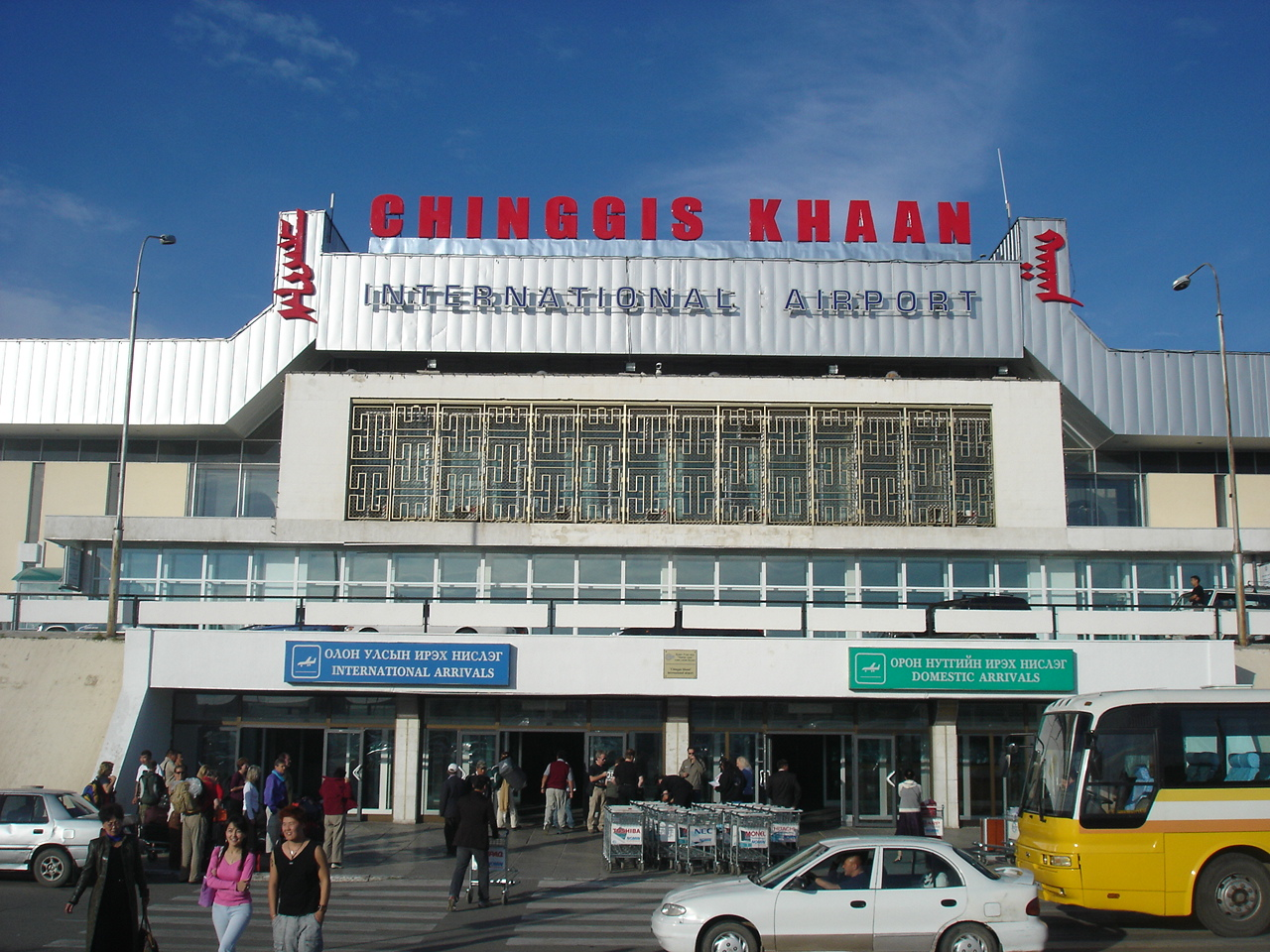
L'aéroport international Gengis Khan, qui héberge le siège d'Aero Mongolia.

Aero Mongolia est l'une des deux principales compagnies aériennes de Mongolie. Son siège est au troisième étage de l'aéroport international Gengis Khan à Oulan-Bator. Elle propose des vols intérieurs, ainsi que des vols internationaux vers Irkoutsk en Russie et vers Hohhot et Ürümqi en Chine.

## Histoire

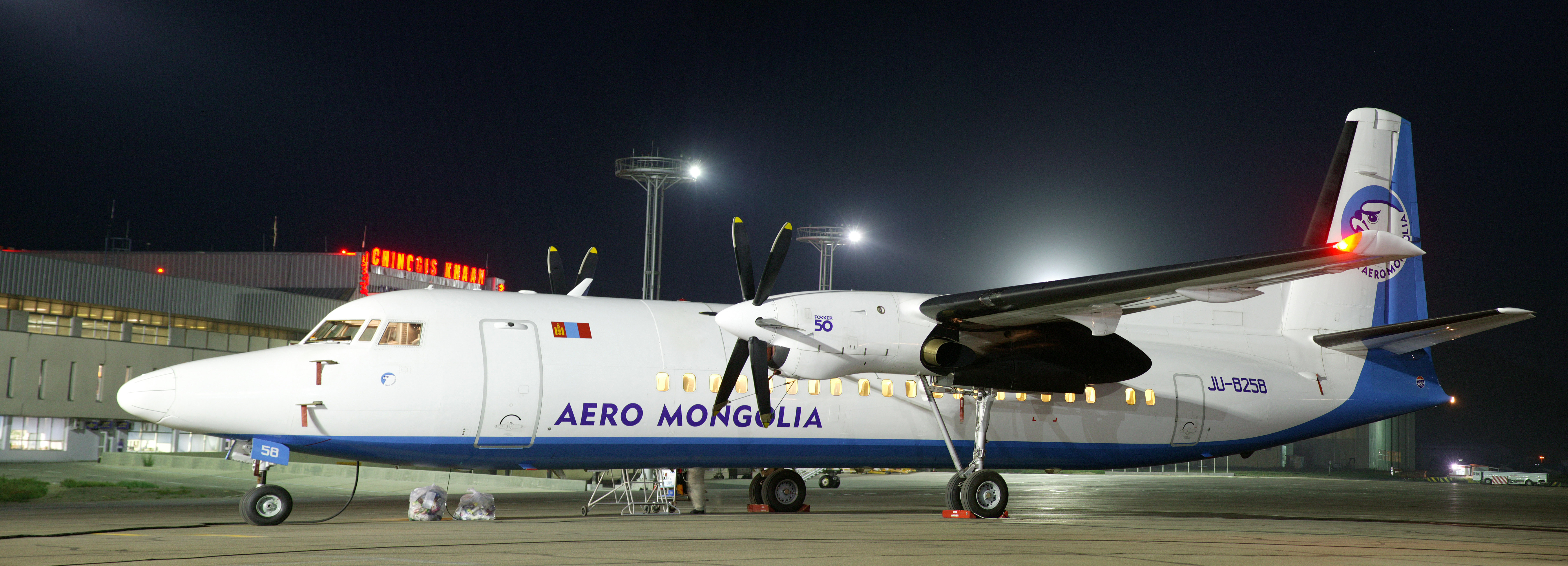
Fokker 50 à minuit.

La compagnie aérienne est fondée en 2001 et opère son premier vol le 25 mai 2003.

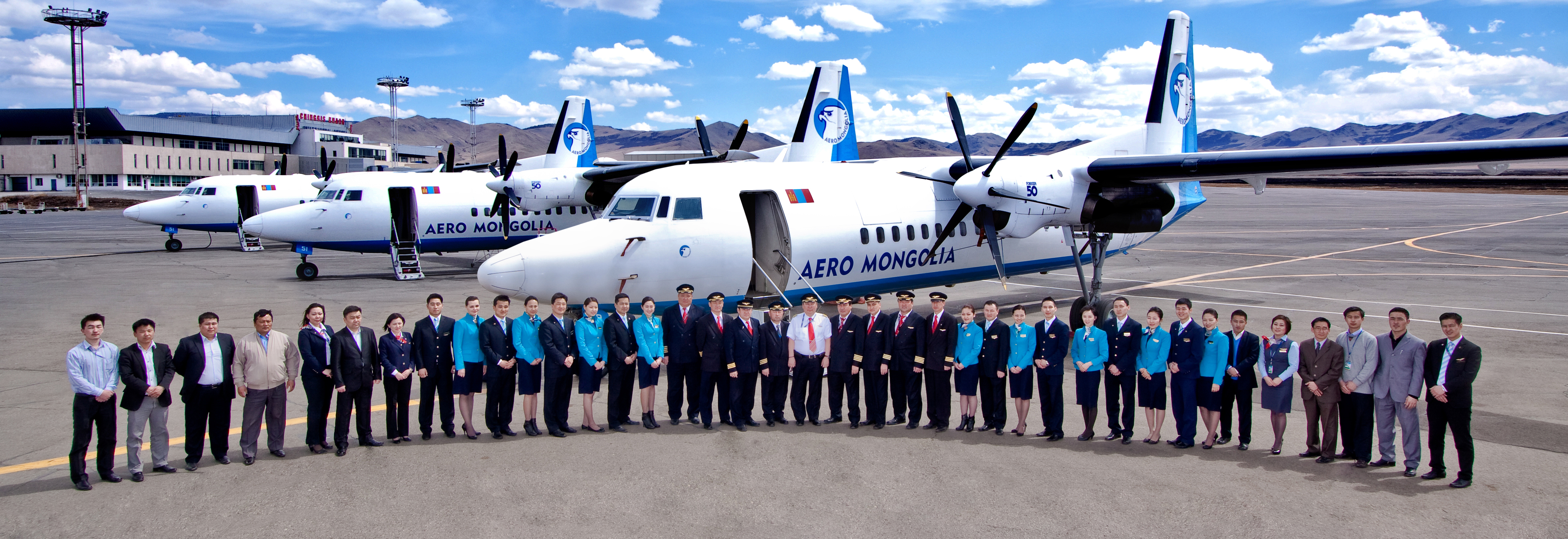
Équipages d'Aero Mongolia.

## Destinations

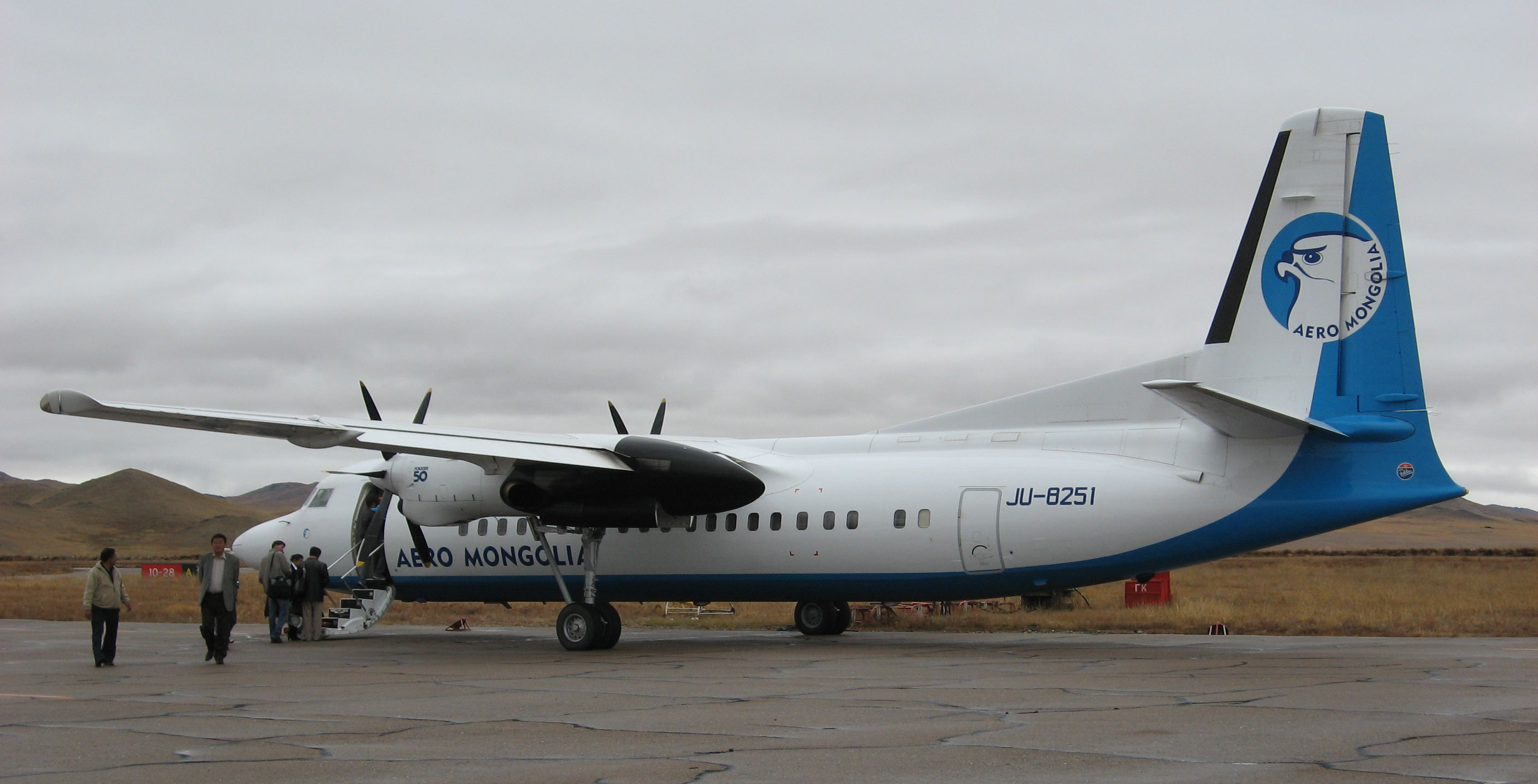
Fokker F50 d'Aero Mongolia à l'aéroport de Mörön en 2006.

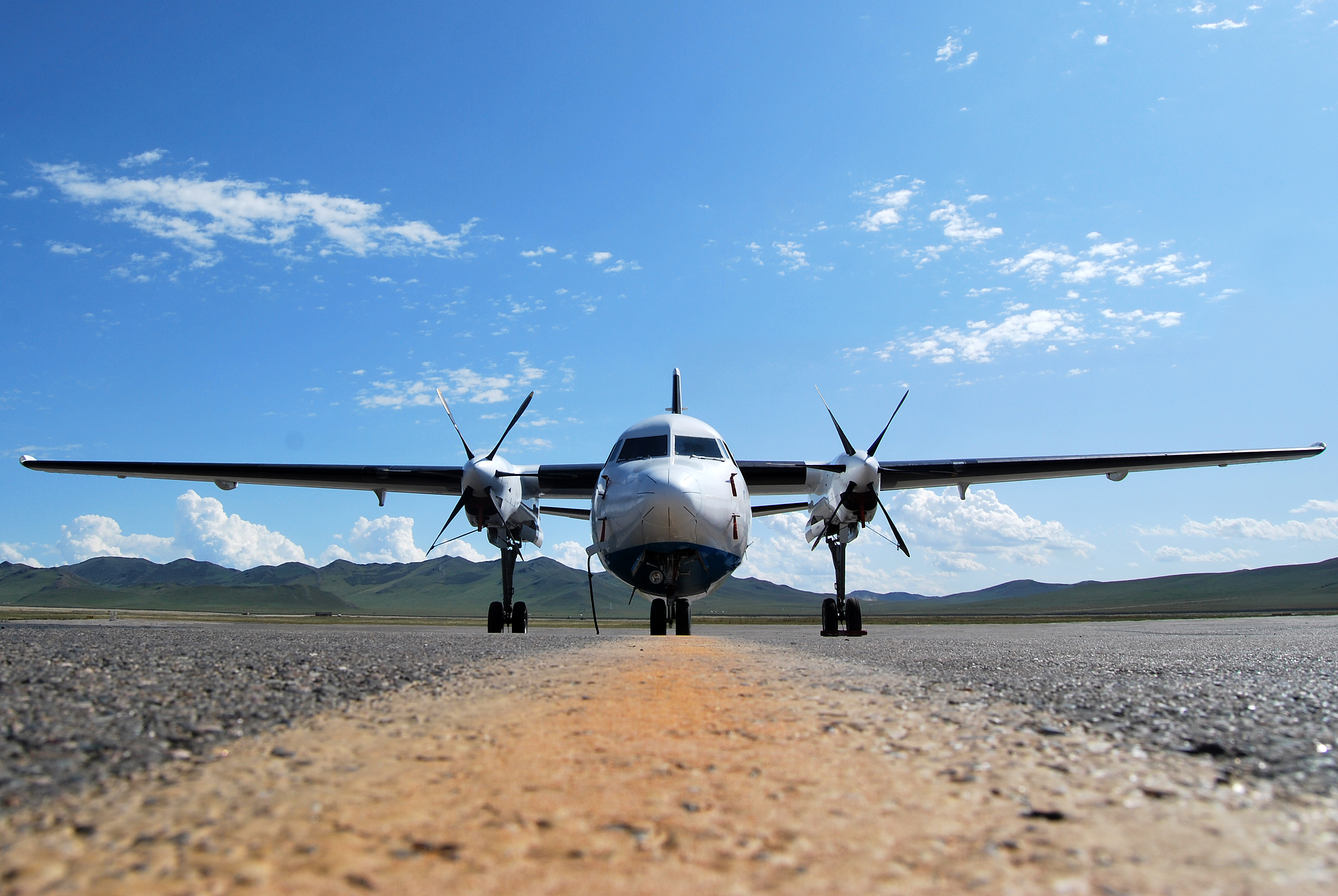
Fokker 50.

Aero Mongolia propose les destinations suivantes (en  décembre 2012):

### International
Russie
- Irkoutsk - Aéroport international d'Irkoutsk

 République populaire de Chine
- Hohhot - Aéroport international de Hohhot Baita

### National
Mongolie
- Oulan-Bator (aéroport international Gengis Khan)
- Hovd (Aéroport de Hovd)
- Tavantolgoi
- Ölgii (Aéroport d'Ölgii)
- Ulaangom (Aéroport d'Ulaangom)
- Altay
- Donoi
- Murun
- Dalanzadgad
- Choybalsan
- Ovoot
- Oyou Tolgoï

## Flotte

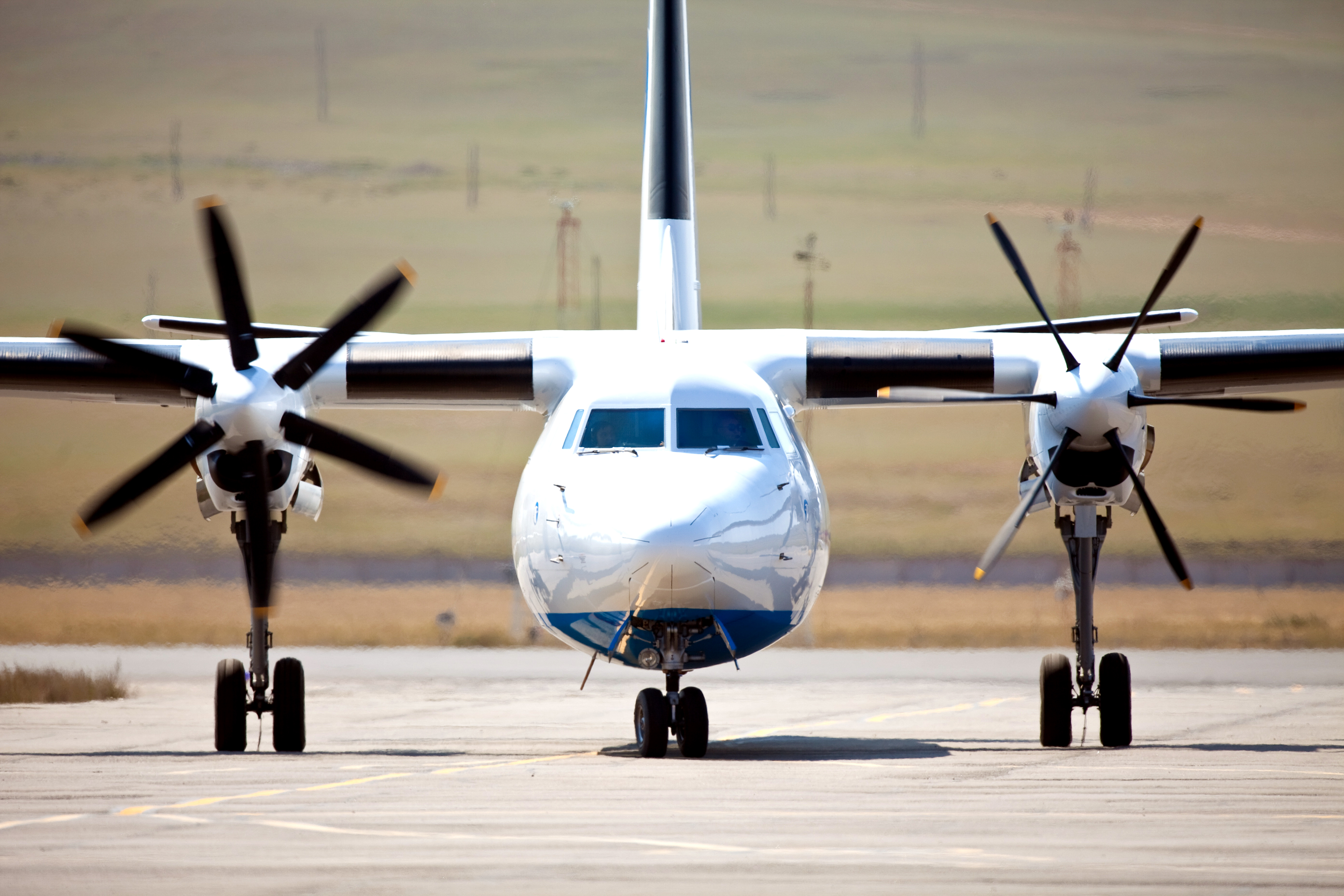
Fokker 50 Aero.

### Flotte actuelle
La flotte d'Aero Mongolia comprend les appareils suivants  (en mars 2024):

### Flotte historique
- 4 Fokker 50
- 2 Fokker 100